# Somróújfalu
Somróújfalu település Romániában, Szilágy megyében.

## Fekvése
Szilágy megyében, Zsibótól délre, a Meszes-hegységtől északkeletre, az Egregy-patak jobb partja mentén, Farkasmező, Vaskapu, Zsákfalva és Kettősmező között fekvő település.

## Története
Somróujfalu nevét az oklevelek 1585-ben említették először Ujfalu néven.
1602-ben Vyfalu, 1722-ben Somorouj Fallú, 1750-ben Somoujfalva, 1764 előtt Somre-Ujfalú, Olah-újfalu, románul Brusztur néven írták nevét.
A Brusturi = Bruszturj magyar jelentése: keserű lapúk.
A fennmaradt adatok szerint Somorouj Fallu lakói 1722-ben elhagyták a régi faluhelyet és egy magasabb dombra, az Egregy-patak mellé, mai helyükre telepedtek le.
1602 előtt  Vyfalutöbb más településsel: Farkasmező, Vaskapu, Galponya, Dal, Ugrócz és más falvakkal együtt Zsombori Farkas birtoka volt, de 1602-ben Básta György generális és Kövendi Székely Mihály tiszántúli kapitány Trogeri Lódi Simonnak adta érdemei jutalmául.
1760-ban Újfalu nagy része Sebes Sándor birtoka volt.
1837-ben birtokosai voltak: a Henter, Diószegi, Kemény bárók, Hatfaludi, Hodor, Bene, Demény, Farkas, Gyarmati, Liszay, Zsombori nemesek.
1890-ben 335 lakosa volt, melyből 20 magyar, 21 német, 293 oláh, 1 egyéb nyelvű, ebből 8 római katolikus, 293 görögkatolikus, 13 református, 21 izraelita. A házak száma ekkor 74 volt.
Az 1800-as években a falu melletti egyik kőszirten még látszottak egy egykori vár maradványai is.

## Nevezetességek
- Görögkatolikus, utóbb ortodox fatemploma 1789-ben épült, a Szent arkangyalok tiszteletére.  Anyakönyvet 1863-tól vezetnek.
- Határában egy nagy kiterjedésű homokkőben képződött barlang található.